# السلطة (فلم 1986)
السلطة (بالإنجليزية: Power) هو فيلم دراما صدر في سنة 1986. الفيلم من إخراج سيدني لوميت من بطولة ريتشارد جير وجولي كرستي وجين هاكمان وكايت كابشاو ودنزل واشنطن.

## الميزانية والإيرادات
بلغت تكلفة إنتاج الفيلم حوالي 16 مليون دولار بينما حقق إيرادات تقدر بـ 3800000 دولار.

## روابط خارجية
- مقالات تستعمل روابط فنية بلا صلة مع ويكي بيانات